# Obój miłosny
Obój miłosny (wł. oboe d’amore, skrót: ob d’amore) – instrument dęty drewniany z grupy aerofonów stroikowych. Jest w stroju A, co oznacza, że transponuje o tercję małą w dół. Ma gruszkowatą czarę głosową nadającą mu łagodniejsze brzmienie od zwykłego oboju. Został skonstruowany na początku XVIII wieku i użyty po raz pierwszy przez Christopha Graupnera. Można go usłyszeć w np. kompozycjach Jana Sebastiana Bacha i Georga Telemanna.